# Cyrtandra procera
Cyrtandra procera är en tvåhjärtbladig växtart som beskrevs av Wilhelm B. Hillebrand. Cyrtandra procera ingår i släktet Cyrtandra och familjen Gesneriaceae. Inga underarter finns listade i Catalogue of Life.